# VX Ursae Minoris
VX Ursae Minoris, är en Gamma Doradus-variabel (GDOR) i stjärnbilden Lilla björnen.
VX UMi har bolometrisk magnitud 6,48 med en amplitud av 0,06 magnituder och en period av 0,34511 dygn (8,283 timmar).